# Acefilin
Acefilin (acetiloksiteofilin) je stimulansni lek iz ksantinske hemijske klase. On deluje kao antagonist adenozinskog receptora. On se kombinuje sa difenhidraminom u farmaceutskoj pripremi etanautina da bi se poništili njegovi sedativni efekti.